# 囚人へのペル・エム・フル
『囚人へのペル・エム・フル』（しゅうじんへのペル・エム・フル）は、1998年にフリーソフトとして公開されたRPGツクール Dante98 II製のゲーム作品。ジャンルは「ホラーRPG」。作者は八百谷真であり、音楽は水穂恵が担当。
同年8月のコンテストパークにおけるプラチナ賞受賞作品。第3回アスキーエンタテインメントソフトウェアコンテストでもアスキーツクール作品賞を受賞している。

## 概要
エジプトのピラミッド内部を舞台に、襲い掛かってくる罠を回避しながら生還を目指すホラー作品。『RPGツクール』を使って作られているが、敵との戦闘やレベル上げの要素は薄く、アドベンチャーゲームとしての色が強い。
当時の環境ではトップクラスの美麗なドット絵や、その高レベルなグラフィックで描かれた壮絶なスプラッター描写、よく練られた人物描写、システムなどが評価され、ツクール作品の中でも人気が高い。
作者の八百谷真は後に『RPGツクール2000』でサンプルゲーム『III』、『RPGツクールXP』で同じくサンプルである『ししむら』を手掛ける事となった。
その後、発表から12年後となる2010年のコミックマーケット78において、CD-Rに収められ『"ネタバレ"ガイドブック付き公式パッケージ』として装いを新たにしたものが作者のサークルから頒布された。

## ゲーム内容
本作の特徴として、「行動システム」が挙げられる。状況に応じてプレイヤーが「取る」「押す」「しゃがむ」等の行動を選択して行い、罠を回避するというもの。適切な行動を取らなかったり、行動のタイミングを逸すると、罠を回避できず仲間が死んでしまう。仲間を一人でも死なせた場合、後に悲惨なイベントが発生する。

## あらすじ
エジプトでピラミッドの調査を行っていた考古学者の土田教授は、ピラミッド内部に未知の空間を発見する。しかしそこには侵入者を拒む危険な罠が張り巡らされていた。貴重な遺跡がエジプト政府の手にわたることを恐れ、調査を急いだ土田教授は、「罠よけ」として、近くにいたエジプト観光ツアーの一行を騙して連れ込み、危険なピラミッドに足を踏み入れた。

## 登場人物
登場人物はそれぞれ隠された「罪」を背負っており、その罪をピラミッドの罠に裁かれることになる。
朝木 歩人（あさき あゆと）
本作の主人公であり、プレイヤーが操作するキャラクター。高校生。今日介、寧、葉子とともに卒業旅行でエジプト観光ツアーに参加した。
危険を果敢に乗り越えていく強さを持ち、誰にも偏見無く接する好青年だが、一方で自分の人生に現実感を持っていない節がある。
プレイヤーが操作するのはこのキャラ。流されるように行動するタチだが、寧の救出に成功すると、現実に向かい合うようになる（土田曰く「目が変わった」）。
全キャラクターの中で、唯一顔グラフィックが登場しないが、ある条件を満たすことによって彼の立ちグラフィックが見られる。
『死者への冒涜』で遺跡に裁かれるも自力で跳ね除ける。
ちなみに寧から500円借りているらしい。
日野 今日介（ひの きょうすけ）
歩人とともにツアーに参加した歩人の同級生。しばしば感情で突っ走る熱血漢。情に厚い性格。葉子に惚れており、彼女に何かあるとすぐに熱くなる。
この物語の鍵を握っている。
なお、ゲームオーバーにならない限りは歩人と今日介はどのENDでも生還する。メンバーの中で黒江、篠田同様にピラミッドから裁きを受けない。
市川 寧（いちかわ ねい）
同じく歩人たちとツアーに参加した同級生。本作のヒロイン。
明るく素直で、気が強い女の子。なにかと歩人におせっかいをやくが、その真意は歩人を振り向かせたいが故の行動で、また歩人が葉子に取られるのではないかという恐れの裏返しでもあり、その『嫉妬』を遺跡に裁かれる。
歩人を利用する土田の事を快く思っておらず、彼を毛嫌いしている。
生還に成功する事で歩人に対して少し積極的になる。
乃木坂 葉子（のぎさか ようこ）
同じくツアーに参加した歩人の同級生。か弱いお嬢様タイプで、誰にでも優しい性格。しかし、それは他人の敵意からの自己防衛手段でもある。
一見優等生だが、自分を変えたいが故に万引きを行った過去があり、その品を身に着けていたため『窃盗』を遺跡に裁かれる。
後に作者が手がけた『RPGツクールXP』のサンプルゲーム『ししむら』にも登場する。
月原 倫（つきはら りん）
小学生の女の子。9歳。生意気な性格で、よく嘘をついて他人をからかっているが、それは他人の気を引きたいがためであり、その『嘘』を遺跡に裁かれる。
彼女のみツアーの参加者では無く、父の転勤によってエジプトにやって来た身である。
救出に成功すると、歩人に対して懐くようになる。
光栄寺 満（こうえいじ みつる）
大学生。22歳。肥満体で、何をするのも面倒くさがり、マイペースで行動する。
メンバーの中で一番影が薄く、扱いが悪い。『怠惰』の罪で遺跡に裁かれるが、救出に失敗してもあるイベントまでは生死不明の扱いとされている（一応、死亡は確定してはいる）。また、進め方次第では名前を呼ばれることが無い。
開発段階では、倫を追ってきたロリコンオタクという設定だった。
音樹 冴（おとぎ さえ）
エジプト観光ツアーのコンダクターの女性。26歳。真面目な性格で、ツアー客の安全を第一に考え、罠に立ち向かっていく歩人を気遣う。
表向きはツアーコンダクターだが、薬物ブローカーとしての裏の顔を持っており、その『金欲』（或いは『堕落』）を遺跡に裁かれる。
現実家で切り捨てるのも早く、生還後には自首とブローカーの暴露をすると歩人に話す。
水見 壮司（みずみ そうじ）
報道カメラマン。29歳。落ち着いた態度で、世の中を達観する飄々とした男。
人当たりが良いように見えて、実は己の欲望に忠実で腹黒い本性を隠している。
偶然にも冴の違法行為を知り、それをネタに関係を迫っている。故にその『姦淫』を遺跡に裁かれる。
篠田 早織（しのだ さおり）
高校生の少女。16歳。美人だが、常に攻撃的な態度を見せ、気を許そうとしない。
また時に自虐的行動に出るが、それにはある理由がある。
たまになぜか苗字が「篠田」ではなく「川本」と表記される時がある。（作者によると名前の由来は　"しの"うとして　"早"まって飛び"おり"る 事から）
唯一死亡例が二通りあり、救出に失敗すると自殺してしまう。なお、歩人曰く「最初から死のうとしている人間を遺跡も裁きようがなかった」ためか、彼女のみ死因が自身が犯した罪を遺跡に断罪されたことによるものではない。
本来なら彼氏と共に来る予定だったらしいが、事故で死亡している。
土田教授（つちだきょうじゅ）
考古学者。62歳。豊富な知識を持ち、野心と行動力に溢れる、一流の大物学者。ピラミッドが“人徳”を試す場だと推測する。
しかし目的のためなら手段を選ばない非道な性格で、歩人たちを危険なピラミッドに誘い込んだ。
ある理由で、途中から歩人を気遣うようになる。
エジプトでの観光客が殺されたテロ事件（ルクソール事件）により娘が重傷を負い、当時医学生だった黒江に娘の治療を頼むも医療免許が無いと拒否され、その結果娘が死んだことを恨んでいる。
ファラオの間にて黒江に復讐を果たすも、『殺人』を現行犯で裁かれ柱の下敷きになり死亡する（開発段階では救済ルートの可能性も作者は考えていた）。
黒江 浩二（くろえ こうじ）
土田教授の助手で、若き医師。25歳。基本は紳士的だが、向上心が強く名誉や金のために行動する。
土田教授とは過去に浅からぬ因縁がある。応急処置をして歩人たちのHPを回復してくれる。戦闘で敗北し、ライフがなくなった状態でも彼の所へ行けば復活できる。
開発段階では女性キャラクターだった。前述の通り土田に娘の恨みで射殺される。本人も罪悪感を抱いていたのか終始土田の言うことには従順であった。
その他、ならず者の男、水見が連れてきた女性アシスタントなどのキャラクターが登場予定だったが、製作時間や登場人物数の削減などの理由で没になっている。